# O zi la curse
O zi la curse (1937, A Day at the Races) este un film american de comedie, muzical, regizat de Sam Wood cu Groucho Marx, Harpo Marx și Chico Marx în rolurile principale.

## Prezentare
Doctorul Hugo Hackenbush, Tony și Stuffy  încearcă și salvează ferma lui Judy  câștigând o cursă importantă cu calul acesteia. Există însă câteva probleme. Hackenbush conduce o clinică particulară doar pentru cei bogați care nu știu ca diploma sa este în medicină veterinară.

## Distribuție
- Groucho Marx ca Dr Hugo Z. Hackenbush
- Chico Marx ca Tony
- Harpo Marx ca Stuffy
- Allan Jones ca Gil Stewart
- Maureen O'Sullivan ca Judy Standish
- Margaret Dumont ca Emily Upjohn
- Leonard Ceeley ca Whitmore
- Douglass Dumbrille ca J.D. Morgan
- Esther Muir ca Flo
- Sig Ruman ca Dr Leopold X. Steinberg
- Robert Middlemass ca Șerif
- Vivien Fay - dansator
- Ivie Anderson -cântăreț   (în "All God's Chillun Got Rhythm")[1]
- The Crinoline Choir ca ansamblu muzical

Note de distribuție
- În My Life with Groucho: A Son's Eye View, Arthur Marx afirmă că în ultimi ani ai lui Groucho acesta folosea din ce în ce mai des numele Hackenbush pentru a se referi la el însuși.[2]

## Moștenire
- Formația Queen lansează în decembrie 1976 albumul cu numele A Day At The Races inspirat de acest film.

## Melodii din film
- "On Blue Venetian Waters"
- "Tomorrow Is Another Day"
- "All God's Chillun Got Rhythm"
- "Nobody Knows the Trouble I've Seen"
- "A Message from the Man in the Moon"
- "Cosi Cosa" (versiune instrumentală la pista de curse)

## Premii și distincții
În 2000, Institutul American de Film a clasificat O zi la curse ca fiind al 59-lea cel mai amuzant film din toate timpurile în lista sa AFI's 100 Years…100 Laughs.